# Gia Hòa, Sâm Châu
Gia Hòa (chữ Hán giản thể: 嘉禾县 Hán Việt: Gia Hòa huyện, pinyin: Jiāhé Xiàn) là một huyện của địa cấp thị Sâm Châu, tỉnh Hồ Nam, Cộng hòa Nhân dân Trung Hoa. Huyện này nằm ở đông bắc Sâm Châu. Huyện An Nhân có dân số năm 2004 là 347.384 người, trong đó dân thành thị là 90.737 người. Huyện này có diện tích 1461 km2, GDP năm 2004 là 24,9462 tỷ nhân dân tệ.
Huyện Gia Hòa giáp các huyện: tây giáp Tân Điền, đông bắc giáp Quế Dương, đông nam giáp Lâm Vũ, nam và tây nam giáp Lục Sơn và Ninh Viễn.